# Kerstin Bergendal
Kerstin Bergendal (født 1957 i Göteborg, Sverige) er en svensk-dansk billedkunstner , og uddannet ved Det Kongelige Danske Kunstakademis Billedkunstskoler (1984-92) og siden den bosiddende i København. Hun er særligt kendt for en række omfattende inddragende byrumsprojekter så som Kunstplan Trekroner ved Roskilde (2008-2011), Park Lek i Sundbyberg ved Stockholm (2010 – 2014) og senest Apropros en eng i Københavns Nordvestkvarter (2019-24).

## Samarbejder
I årerne fra 1991 – 2005 været en bærende del af den undersøgende kunstplatform TAPKOI sammen med Cai-Ulrich von Platten og Jørgen Carlo Larsen. Fra 2020 er hun medorganisator af LOKALE, et artist run space i København.

## Meritter
Tildelt Statens Kunstfonds hædersydelse 2020, Eckersberg Medaillen og Akademiraadet 2007. Hun var formand for bestyrelsen af kunsthal OVERGADEN (1997-2002), medlem af Statens Kunstfonds Udvalg for Kunst i det Offentlige Rum (2008-10). Bestyrelsesmedlem for Kunsthal Århus 2017-2019. bestyrelsesmedlem af Fabrikken fra 2023. Senior Lecturer i Fri Konst at HDK Valand, Göteborg Universitet i Sverige.